# Hermenegild Škorpil

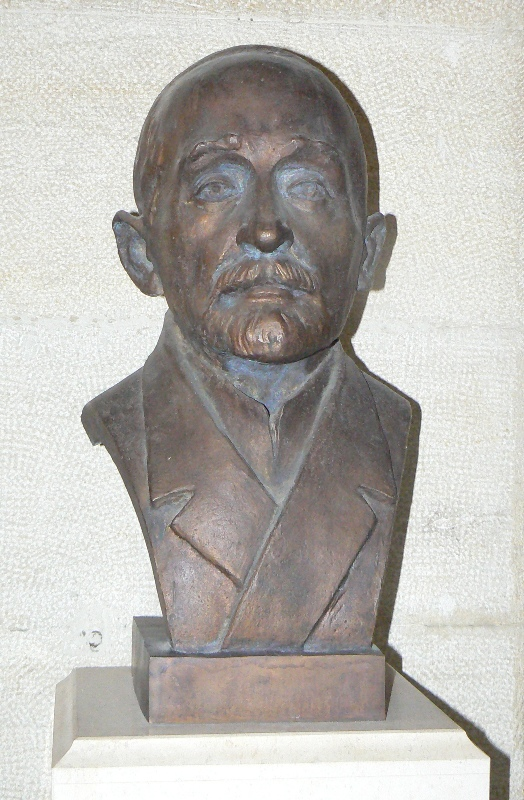
Popiersie w Warnie

Hermen(e)gild/Hermann Škorpil (ur. 8 lutego 1858 w Vysokim Mycie, zm. 25 czerwca 1923 w Warnie) – czeski przyrodoznawca i archeolog.

## Życiorys
Pierwotnie pełnił funkcję profesora matematyki. Po przybyciu do Bułgarii w 1880 r. zainteresował się roślinoznawstwem i geografią tej ziemi. Kilka roślin bałkańskich zostało nazwanych jego imieniem. Potem współpracował na projektach brata swojego i w latach 1906-21 kierował Muzeum Archeologii w Sofii.
Hermenegild wraz z bratem Karelem był jednym z ojców archeologii bułgarskiej i pionierem tamtejszego muzealnictwa.